# サラ・ヴォーン・イン・ザ・ランド・オブ・ハイ・ファイ
『サラ・ヴォーン・イン・ザ・ランド・オブ・ハイ・ファイ』（原題：In the Land of Hi-Fi）は、アメリカ合衆国のジャズ・ボーカリスト、サラ・ヴォーンが1955年10月に録音、1956年に発表したスタジオ・アルバム。

## 解説
エマーシー・レコードが1955年から1956年にかけて制作したアルバムのシリーズ『イン・ザ・ランド・オブ・ハイ・ファイ』の一つで、同シリーズには他にダイナ・ワシントン、パティ・ペイジ、ジョージー・オールド、キャノンボール・アダレイの作品もある。本作では、当時まだ新人だったアルト・サクソフォーン奏者、キャノンボール・アダレイがソロイストに起用された。レコーディング・セッションは3日にわたり行われ、最終日の1955年10月27日には、アダレイのリーダー・アルバム『Julian Cannonball Adderley and Strings』収録曲のうち4曲も録音された。
スコット・ヤナウはオールミュージックにおいて5点満点中4.5点を付け「サラ・ヴォーンのエマーシー所属時としては、特に優れたジャズ・アルバムの一つ」と評している。

## 収録曲
1. オーヴァー・ザ・レインボウ - "Over the Rainbow" (Harold Arlen, E.Y. "Yip" Harburg) - 3:30
2. スーン - "Soon" (George Gershwin, Ira Gershwin) - 2:37
3. チェロキー - "Cherokee" (Ray Noble) - 2:31
4. アイル・ネヴァー・スマイル・アゲイン - "I'll Never Smile Again" (Ruth Lowe) - 2:35
5. ドント・ビー・オン・ジ・アウトサイド - "Don't Be on the Outside" (George Kelly, Mayme Watts, Sidney Wyche) - 3:02
6. ハウ・ハイ・ザ・ムーン - "How High the Moon" (Morgan Lewis, Nancy Hamilton) - 2:37
7. イット・シュドント・ハプン・トゥ・ア・ドリーム - "It Shouldn't Happen to a Dream" (Duke Ellington, Don George, Johnny Hodges) - 3:20
8. サムタイムズ・アイム・ハッピー - "Sometimes I'm Happy" (Vincent Youmans, Irving Caesar) - 2:58
9. メイビー - "Maybe" (G. Gershwin, I. Gershwin) - 2:34
10. アン・オケージョナル・マン - "An Occasional Man" (Ralph Blane, Hugh Martin) - 2:33
11. ホワイ・キャント・アイ - "Why Can't I" (Richard Rodgers, Lorenz Hart) - 2:56
12. オー・マイ - "Oh My" (Joe Greene) - 2:22

### 参加ミュージシャン
- サラ・ヴォーン - ボーカル
- キャノンボール・アダレイ - アルト・サクソフォーン・ソロ
- ジミー・ジョーンズ - ピアノ
- ジョー・ベンジャミン - ダブル・ベース
- ロイ・ヘインズ - ドラムス
- アーニー・ウィルキンス - アレンジ、指揮
- アーニー・ロイヤル、バーニー・グロウ - トランペット
- J・J・ジョンソン、カイ・ウィンディング - トロンボーン
- サム・マロヴィッツ - アルト・サクソフォーン
- ジェローム・リチャードソン - テナー・サクソフォーン、フルート